# Heathen Chemistry Tour
Heathen Chemistry Tour è un tour musicale degli Oasis, svoltosi  dal giugno 2002 al marzo 2003 e finalizzato alla promozione del disco Heathen Chemistry. 
Sebbene il tour abbia avuto successo, fu segnato da alcuni incidenti. Liam Gallagher, persa la voce durante tre concerti della band, lasciò il palco facendo subentrare Noel alla voce. Inoltre un incidente d'auto avvenuto a Indianapolis nell'agosto 2002 coinvolse Noel, il bassista Andy Bell e il tastierista tournista Jay Darlington, costringendoli al ricovero in ospedale e portando alla cancellazione delle tappe nordamericane, e una rissa in un bar a Monaco di Baviera, in Germania, in cui furono coinvolti Liam, il batterista Alan White e alcuni componenti dell'entourage della band, causò la rottura di due denti del cantante. White fu sottoposto ad esami cerebrali, mentre Liam venne multato di 35.000 sterline; di conseguenza la tappa tedesca del tour fu rinviata a marzo 2003. Questo è l'ultimo tour mondiale degli Oasis con Alan White, prima del suo abbandono nel gennaio 2004.

## Formazione
- Liam Gallagher – voce
- Noel Gallagher – chitarra solista
- Gem Archer – chitarra ritmica, pianoforte
- Andy Bell – basso, pianoforte
- Alan White – batteria

### Altri musicisti
- Jay Darlington - tastiera

## Scaletta
1. Fuckin' in the Bushes
2. Hello
3. The Hindu Times
4. Hung in a Bad Place
5. Go Let It Out
6. Columbia
7. Morning Glory
8. Stop Crying Your Heart Out
9. Little by Little
10. D'You Know What I Mean
11. Cigarettes & Alcohol
12. Live Forever
13. Better Man
14. She's Electric (cantata da Noel)
15. Born on a Different Cloud
16. Acquiesce
17. Force of Nature
18. Don't Look Back in Anger
19. Some Might Say
20. My Generation

Altre canzoni eseguite:
- Supersonic
- Fade Away
- Gas Panic!
- Slide Away
- Champagne Supernova
- Rock 'n' Roll Star
- I Am The Walrus
- Whatever
- The Masterplan
- One Way Road
- Talk Tonight
- Cast No Shadow
- Half The World Away
- Wonderwall
- Hey Hey, My My (Into the Black)
- You've Got the Heart of a Star
- Married With Children
- Bring It On Down
- Songbird
- Just Getting Older

## Date
| Data              | Paese       | Città                | Sede                                      |
| ----------------- | ----------- | -------------------- | ----------------------------------------- |
| 5 febbraio 2002   | Regno Unito | Watford              | Watford Colosseum                         |
| 6 febbraio 2002   | Regno Unito | Londra               | Royal Albert Hall                         |
| 10 febbraio 2002  | Germania    | Berlino              | Columbiahalle                             |
| 26 aprile 2002    | Stati Uniti | Las Vegas            | The Joint                                 |
| 28 aprile 2002    | Stati Uniti | Indio (California)   | Empire Polo Club                          |
| 1 maggio 2002     | Italia      | Roma                 | Piazza San Giovanni                       |
| 23 maggio 2002    | Giappone    | Tokyo                | Zepp                                      |
| 17 giugno 2002    | Francia     | Lione                | Le Transbordeur                           |
| 19 giugno 2002    | Spagna      | Barcellona           | Razzmatazz                                |
| 21 giugno 2002    | Italia      | Modena               | Vox Club                                  |
| 24 giugno 2002    | Germania    | Berlino              | Columbiahalle                             |
| 26 giugno 2002    | Svezia      | Stoccolma            | Cirkus                                    |
| 29 giugno 2002    | Regno Unito | Belfast              | Odyssey Arena                             |
| 30 giugno 2002    | Regno Unito | Belfast              | Odyssey Arena                             |
| 2 luglio 2002     | Regno Unito | Hull                 | Hull Arena                                |
| 3 luglio 2002     | Regno Unito | Hull                 | Hull Arena                                |
| 5 luglio 2002     | Regno Unito | Londra               | Finsbury Park                             |
| 6 luglio 2002     | Regno Unito | Londra               | Finsbury Park                             |
| 7 luglio 2002     | Regno Unito | Londra               | Finsbury Park                             |
| 10 luglio 2002    | Regno Unito | Newcastle upon Tyne  | Telewest Arena                            |
| 11 luglio 2002    | Regno Unito | Newcastle upon Tyne  | Telewest Arena                            |
| 13 luglio 2002    | Scozia      | Kinross              | T in the Park                             |
| 14 luglio 2002    | Irlanda     | Ratoath              | Fairyhouse Racecourse                     |
| 16 luglio 2002    | Italia      | Vicenza              | Stadio Romeo Menti                        |
| 17 luglio 2002    | Italia      | Lucca                | Piazza Napoleone (Lucca Summer Festival)  |
| 19 luglio 2002    | Svizzera    | Berna                | Gurtenfestival                            |
| 21 luglio 2002    | Spagna      | Maiorca              | Festival Isla de Encanta                  |
| 24 luglio 2002    | Spagna      | Vigo                 | Parque de Castrelos                       |
| 26 luglio 2002    | Italia      | Roma                 | Stadio del tennis di Roma                 |
| 27 luglio 2002    | Italia      | Roma                 | Stadio del tennis di Roma                 |
| 2 agosto 2002     | Stati Uniti | Fort Lauderdale      | Pompano Beach Amphitheater                |
| 4 agosto 2002     | Stati Uniti | Orlando              | Hard Rock Live                            |
| 5 agosto 2002     | Stati Uniti | Atlanta              | The Tabernacle                            |
| 11 agosto 2002    | Stati Uniti | New York             | Roseland Ballroom                         |
| 13 agosto 2002    | Stati Uniti | New York             | Beacon Theater                            |
| 14 agosto 2002    | Stati Uniti | New York             | Beacon Theater                            |
| 16 agosto 2002    | Canada      | Montréal             | Centre Molson                             |
| 17 agosto 2002    | Canada      | Toronto              | Molson Canadian Amphitheatre              |
| 20 agosto 2002    | Stati Uniti | Chicago              | Chicago Theatre                           |
| 21 agosto 2002    | Stati Uniti | Detroit              | Fox Theatre                               |
| 7 settembre 2002  | Regno Unito | Derry                | Prehen Playing Fields                     |
| 9 settembre 2002  | Regno Unito | Aberdeen             | Aberdeen Exhibition and Conference Centre |
| 10 settembre 2002 | Regno Unito | Aberdeen             | Aberdeen Exhibition and Conference Centre |
| 12 settembre 2002 | Regno Unito | Edimburgo            | Edinburgh Corn Exchange                   |
| 14 settembre 2002 | Regno Unito | Manchester           | Old Trafford Cricket Ground               |
| 15 settembre 2002 | Regno Unito | Manchester           | Old Trafford Cricket Ground               |
| 17 settembre 2002 | Francia     | Parigi               | Le Zenith                                 |
| 25 settembre 2002 | Giappone    | Tokyo                | Yoyogi National Gymnasium                 |
| 26 settembre 2002 | Giappone    | Tokyo                | Yoyogi National Gymnasium                 |
| 28 settembre 2002 | Giappone    | Tokyo                | Yoyogi National Gymnasium                 |
| 29 settembre 2002 | Giappone    | Tokyo                | Yoyogi National Gymnasium                 |
| 1º ottobre 2002   | Giappone    | Fukuoka              | Fukuoka Kokusai Center                    |
| 2 ottobre 2002    | Giappone    | Osaka                | Osaka-jō Hall                             |
| 3 ottobre 2002    | Giappone    | Osaka                | Osaka-jō Hall                             |
| 5 ottobre 2002    | Giappone    | Sendai               | Miyagi-Ken Taiikukan                      |
| 7 ottobre 2002    | Giappone    | Hiroshima            | Sun Plaza Hall                            |
| 8 ottobre 2002    | Giappone    | Nagoya               | Nagoya Civic General Gymnasium            |
| 11 ottobre 2002   | Australia   | Sydney               | Enmore Theatre                            |
| 12 ottobre 2002   | Australia   | Brisbane             | RNA Showgrounds                           |
| 14 ottobre 2002   | Australia   | Canberra             | Royal Theatre                             |
| 15 ottobre 2002   | Australia   | Newcastle            | Civic Theatre                             |
| 17 ottobre 2002   | Australia   | Melbourne            | Forum                                     |
| 19 ottobre 2002   | Australia   | Melbourne            | Melbourne Park                            |
| 20 ottobre 2002   | Australia   | Sydney               | Moore Park                                |
| 23 ottobre 2002   | Australia   | Melbourne            | Forum                                     |
| 10 novembre 2002  | Regno Unito | Nottingham           | Nottingham Arena                          |
| 11 novembre 2002  | Regno Unito | Nottingham           | Nottingham Arena                          |
| 13 novembre 2002  | Regno Unito | Glasgow              | Braehead Arena                            |
| 14 novembre 2002  | Regno Unito | Glasgow              | Braehead Arena                            |
| 16 novembre 2002  | Francia     | Lilla                | Le Zenith                                 |
| 17 novembre 2002  | Francia     | Rennes               | Le Liberté                                |
| 19 novembre 2002  | Spagna      | Salamanca            | Pabellon Wurtzburg                        |
| 20 novembre 2002  | Spagna      | Bilbao               | Pabellón Municipal de Deportes La Casilla |
| 22 novembre 2002  | Italia      | Milano               | Mediolanum Forum                          |
| 23 novembre 2002  | Italia      | Pesaro               | Adriatic Arena                            |
| 25 novembre 2002  | Svizzera    | Zurigo               | Hallenstadion                             |
| 28 novembre 2002  | Germania    | Stoccarda            | Messehalle                                |
| 29 novembre 2002  | Germania    | Francoforte sul Meno | Jahrhunderthalle                          |
| 8 dicembre 2002   | Regno Unito | Cardiff              | Cardiff International Arena               |
| 9 dicembre 2002   | Regno Unito | Cardiff              | Cardiff International Arena               |
| 11 dicembre 2002  | Regno Unito | Brighton             | Brighton Centre                           |
| 12 dicembre 2002  | Regno Unito | Plymouth             | Plymouth Pavilions                        |
| 14 dicembre 2002  | Regno Unito | Sheffield            | Sheffield Arena                           |
| 16 dicembre 2002  | Regno Unito | Liverpool            | Royal Court Theatre                       |
| 18 dicembre 2002  | Regno Unito | Birmingham           | National Indoor Arena                     |
| 19 dicembre 2002  | Regno Unito | Birmingham           | National Indoor Arena                     |
| 5 marzo 2003      | Irlanda     | Dublino              | The Point                                 |
| 6 marzo 2003      | Irlanda     | Dublino              | The Point                                 |
| 8 marzo 2003      | Germania    | Amburgo              | Color Line Arena                          |
| 9 marzo 2003      | Germania    | Düsseldorf           | Philips Halle                             |
| 11 marzo 2003     | Germania    | Monaco di Baviera    | Zenith                                    |
| 12 marzo 2003     | Germania    | Berlino              | Arena Berlin                              |

### Date cancellate
| Data            | Paese       | Città        | Sede                       | Altre note                                                   |
| --------------- | ----------- | ------------ | -------------------------- | ------------------------------------------------------------ |
| 23 luglio 2002  | Spagna      | Salamanca    | Plaza de Toros La Glorieta | Infezione alla gola riportata da Liam                        |
| 7 agosto 2002   | Stati Uniti | Indianapolis | Murat Shrine               | Annullata a causa di un incidente automobilistico della band |
| 9 agosto 2002   | Stati Uniti | Filadelfia   | Tower Theater              | Annullata a causa di un incidente automobilistico della band |
| 10 agosto 2002  | Stati Uniti | Boston       | Fleet Pavilion             | Annullata a causa di un incidente automobilistico della band |
| 24 ottobre 2002 | Filippine   | Manila       | Araneta Coliseum           | Annullata per motivi di sicurezza                            |
| 26 ottobre 2002 | Singapore   | Singapore    | Singapore Indoor Stadium   | Annullata per motivi di sicurezza                            |
| 5 dicembre 2002 | Germania    | Brema        | Pier 2                     | ?                                                            |